# Joseph Lydon
Joseph Patrick "Joe" Lydon (Swinford, condado de Mayo, República de Irlanda, 2 de febrero de 1878 – San Luis, Misuri, EUA, 19 de agosto de 1937) fue un boxeador irlandés–estadounidense. En los Juegos Olímpicos de San Luis 1904 participó en fútbol y boxeo (en categoría de peso wélter), logrando medallas de plata y bronce respectivamente. Asimismo, Lydon practicó el atletismo en carreras de velocidad y fue un empresario.